# 比爾耶爾塔
比爾耶爾塔（瑞典語：Birger Jarls torn）是一座位於瑞典斯德哥爾摩骑士岛老城西北角的一座防禦塔。這座建築以比爾耶爾伯爵的名字命名，該者被認為是斯德哥爾摩的創建者。該建築今日使用於行政官官邸的會議空間，由瑞典司法大臣管轄。
該建築的名字主要是17世紀一個神話的產物。斯德哥爾摩在瑞典語中字面上的意思是「木材島」，根據該神話，城市是在一根從梅拉伦湖漂流上岸的木材旁建立的。

## 歷史
比爾耶爾塔經常提及為城中最古老的建築，該建築實際是由瑞典國王古斯塔夫一世於西元1530年左右建造，旨在加強和首都現代化的防禦工事。並取代了1525年被火災摧毀的木造結構，與弗蘭格爾宮的南塔被視為該城市16世紀防禦系統中僅存的建築物之一。原本兩座塔樓之間有一道城牆連接。
根據1917年對磚塊進行的檢查表明，在建造過程中，工人使用著聖克萊爾修道院（位於今天的賽格爾廣場附近）和城市周圍山脊上的教堂的磚塊建造。該建築最初為兩層樓高，頂部有連接式垛口。朝向海濱的一側空心牆的底部非常厚，基座厚度接近2.5公尺，而頂部約為0.75厘米，而另一側則較薄，開口更大。
1589年至1590年期間，原來的連接式城垛被改建成一個帶有錐形屋頂的第三層，並在立面增加現在的白色填縫。
17世紀20年代，古斯塔夫二世·阿道夫開始將騎士島的土地捐贈給瑞典貴族的知名成員，這座小島逐漸轉變為宮殿的所在地而保持至今。從17世紀中期開始塔樓逐漸與周圍的建築物連接在一起。並在18世紀中葉經歷了全面重建，該重建工程將原來的開口被改建成窗戶，同時增加四樓，頂部則裝飾一個鍍金球形頂。
連同兩座側翼建築，18世紀的修復被認為是由卡爾·哈爾曼設計。在19世紀，塔樓和兩座側翼建築多次重建，以容納各種活動和機構，包括當鋪和城市檔案館。20世紀50年代，整個建築群再次完全重建，使用新的混凝土接縫取代了舊的木製接縫，同時增加了新的鐵窗和獨立的螺旋樓梯。
2006年，該建築在成為司法大臣辦公室之前曾進行詳細的文獻記錄和修復工程。一些較新的增建物被移除，部分一早期且已停用的改建部分進行復原。並經過精心調整以適應現有結構，以突出其歷史價值，同時為現代設施和無障礙要求留出空間。目前該建築頂樓已被改造為一個圓形會議室，內有一個橢圓形桌子，周圍設有圓形窗戶，自2007年以來，建築下層計劃用於餐廳業務。

## 建築設計

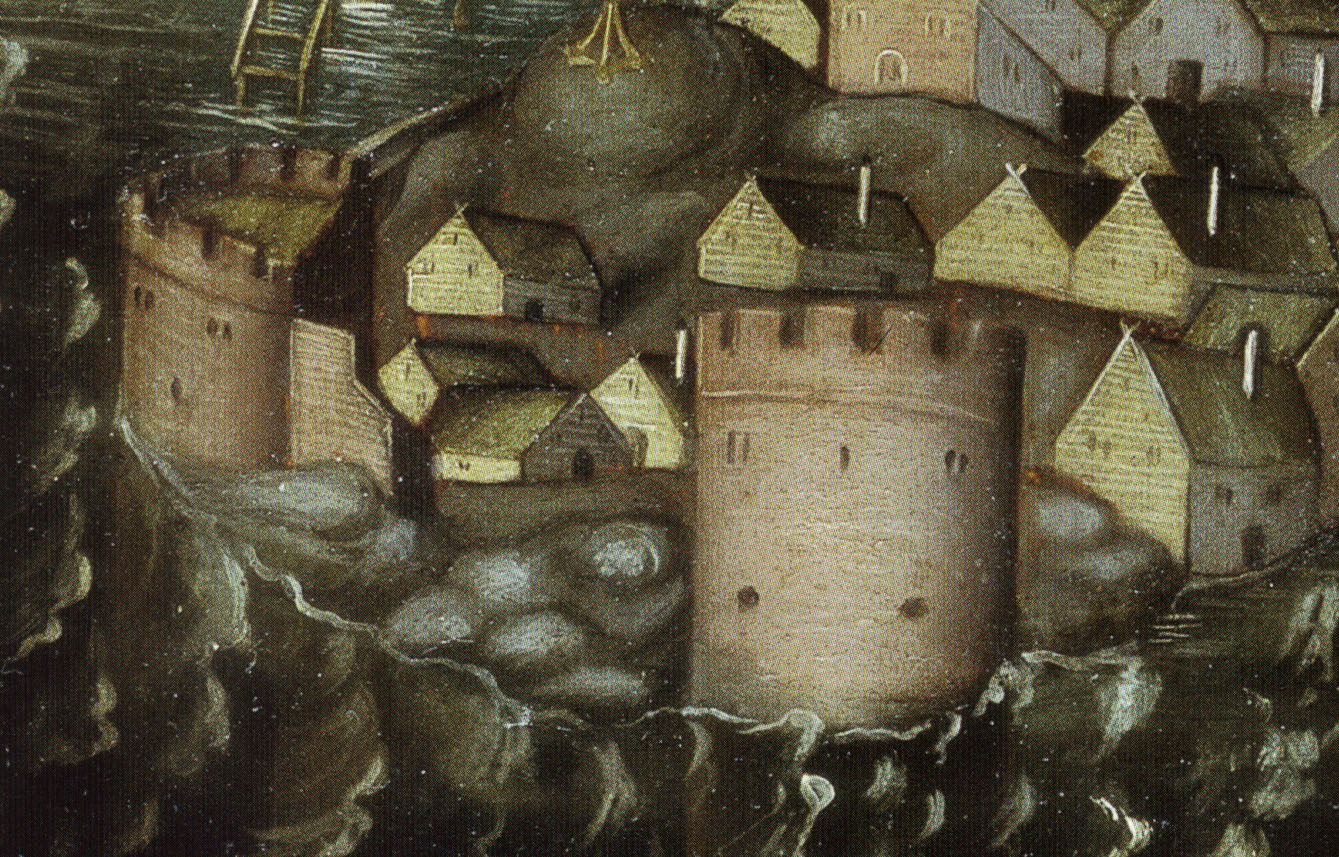
幻日之画的細節，並描繪著比爾耶爾塔（左側建築）的存在
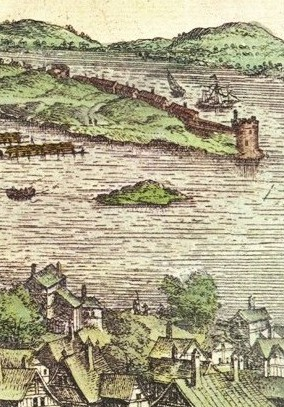
1570年版畫所描繪的比爾耶爾塔
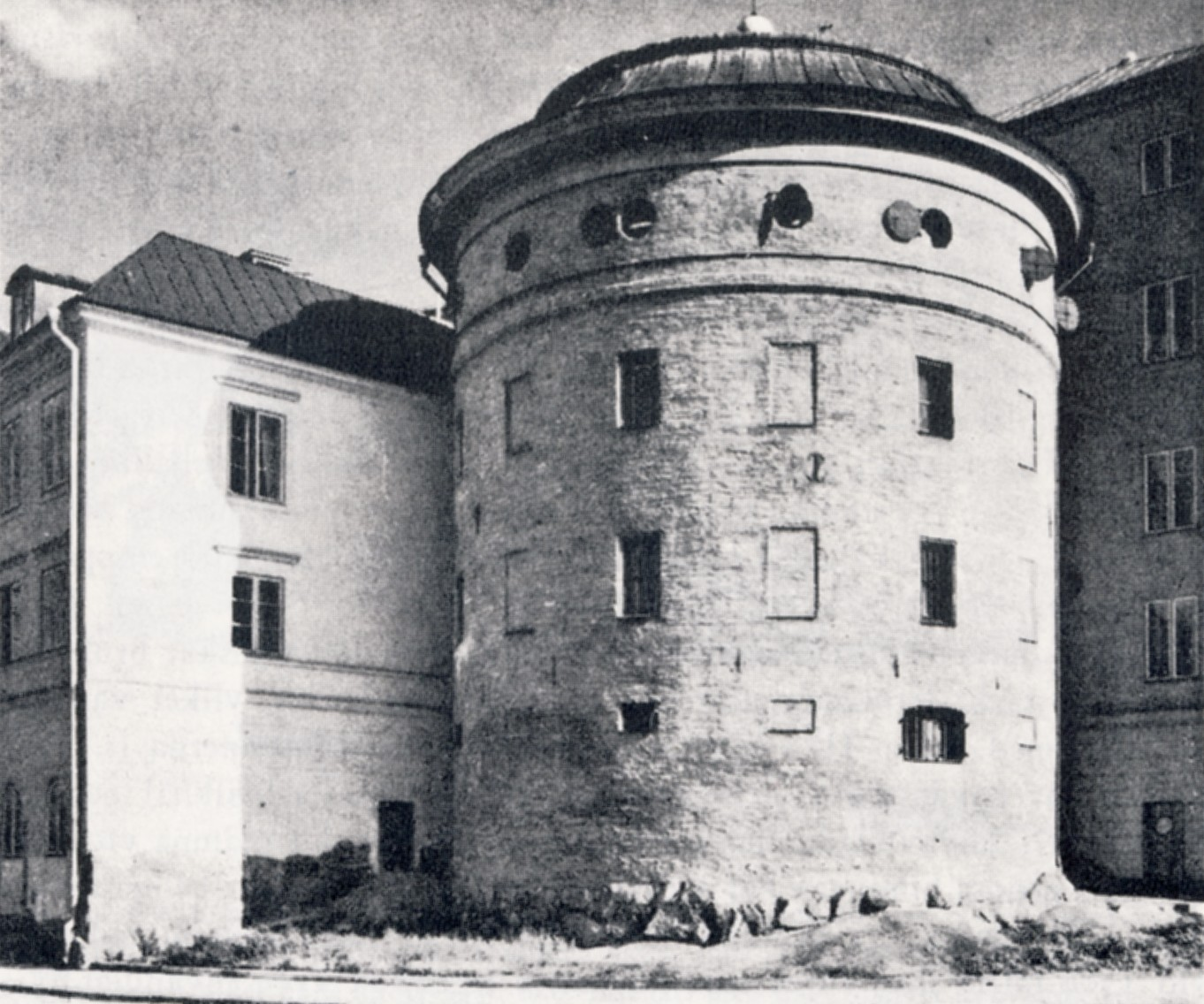
1953年的比爾耶爾塔
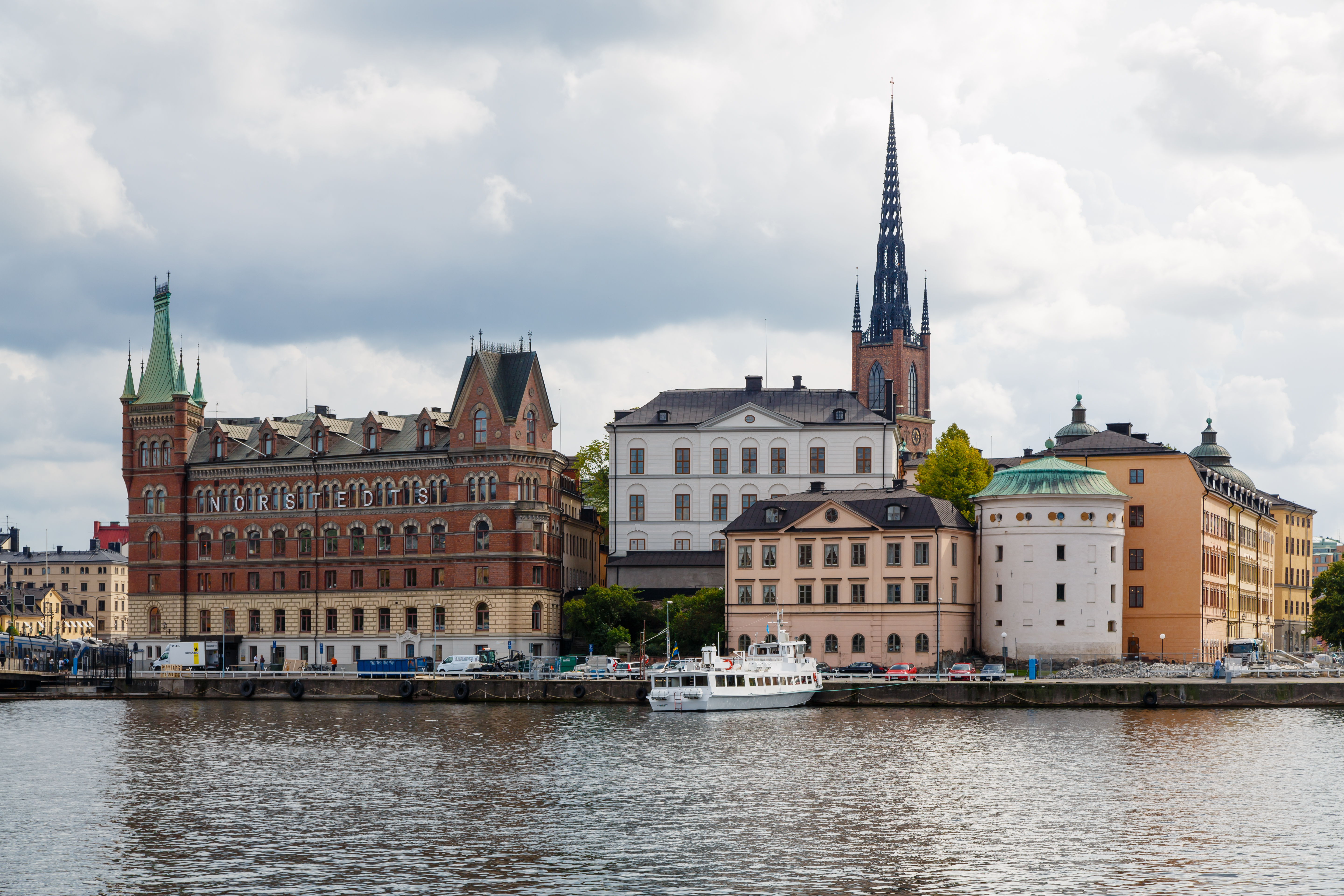
當代的比爾耶爾塔

比爾耶爾塔的塔樓直徑為12.9公尺，面向梅拉倫湖的一側的簷口高14.4公尺。建築有四層梁。而約翰三世重建期間，建築的垛口消失了，取而代之則是尖頂。1750年代，塔樓進一步改建擴建而才有現在的屋頂。

## 外部連結
- Statens Fastighetsverk - Birger Jarls torn, Riddarholmen （瑞典語）
- Bach Arkitekter - 2006 restoration （瑞典語）
- John Wändesjö.  (PDF). Stockholm City Museum. 2005  [2007-05-02] （Swedish）.[永久] (An archaeological excavation performed just south-east of the tower.)

59°19′33.3″N 18°03′42″E / 59.325917°N 18.06167°E